# Казимир Гонсиоровски
Казимир Гонсиоровски (Kazimierz Gąsiorowski, Пољака, 1840– Београд, 2. јануар 1909) био је лекар пољског порекла који је де свог радног века и живота провео на раду у Србији, као управника Опште државне болнице у Београду, члан Српског лекарског друштва од његового снивања, члан Главног одбора и потпредседник Српског друштвг Црвеног крста, резервног санитетски мајор и учесник три рата које је водила Србија.

## Живот и каријера
Рођен је 1840. године у Пољској, али место његовог рођења није познато. Медицину је студирао на факулктетима у Кијеву и Јени, и стекао диплому доктора медицине и доктора хирургије.
Сазнавши да су Кнежевини Србији потребни лекари 1865. године упутио је молбу Министарству унутрашњих дела да буде запошљен на месту окружног или среског лекара.  Како му Министарство унутрашњих дела те године није услишило молбу, почетком 1866. године примљен је на рад у крушевачку општину у својству лекара под уговором, са задатком да поред својих редовних редовних дужности, у Крушевцу обавља и дужност управник окружне болнице, а од лета 1868. године ординира и као једини лекар током прве бањске сезоне у Врњачкој Бањи.
По „одобрењу“ кнеза Милана Обреновића на предлог министра унуташњих дела  у периоду од октобра 1872. године до  априла 1874. године, „обављао је дужност контрактуалног лекара Округа смедеревског.  Средине априла 1874. године, након што је поднео оставку на дужност лекара у Смедереву, наредбом министра унутрашњих дела постављен је за управника и лекара Београдске болнице уместо др Валенте, и на тој дужности остао до њеног претварања у Општу државну болницу  6. маја 1881. године.
Након што је указом Министарства унутрашњих дела од 21. априла 1879. године именован је за редовног члана Сталног лекарског одбора,152 исте године је са др Лазаром Докићем у Београду основао Прву српску повлашћену фабрику минералних вода.
Када је на основу Закона о уређењу санитетске струке и чувању народног здравља Кнежевин Србије од 30. марта 1881. године у Општој државној болници  извршено ново постављења санитетских службеника,  „за лекара одељења и привременог управника болнице“ постављен је др Лазар К. Лазаревић, дотадашњи физикус Округа београдског, уместо  др Гонсиоровског,  који је остао нераспоређен (вероватно због проблема у вези са његовим држављанством).
Како би решио статус др Гонсиоровског у државној болници министар унутрашњих дела је тражио мишљење Главног санитетског савета, да ли се др Гонсиоровски по новом санитетском закону може поставити за „активног“ управника или за контрактуалног. На овај захтев Савет је 11. августа 1881. донео позитивно мишљење, да се он може   поставити на место активног управника.15  Истог месеца донета су два указа – један о разрешењу „шефа Одељења за унутрашње болести“ Опште државне болнице др Лазаревића са дужности привременог управника болнице, и други о постављењу др Гонсиоровског за управника Опште државне болнице и шефа Одељења за спољашње болести. 

Одељењем за спољашње болести руководио је до 1889. године када су реорганизацијокм из овог одељења основана два одељења – Хируршко и Одељење за кожне болести и сифилис. 
Након ове реорганизације др Гонсиоровски је у периоду од 1890. до 1891. године,  обављао дужности  управник Опште државне болнице и шеф Одељења за унутрашње болести.
У заслужену пензију послат је 1891. године.
Преминуо је у Београду 2. јануара 1909. године.  Иза себе није оставио потомство пошто са супругом  Јадвигом,   која је преминула 1898. године,   за собом није оставио потомство.  Његову заоставштину наследила је синовица, госпођа Јастшембскова,  која је била крај његове самртничке постеље.  У спомен на свог покојног стрица после његове смрти  она је поклонила  хиљаду динара Фонду за сирочад Српског лекарског друштва.